# Dubstar
Dubstar är en brittisk poptrio bildad 1993. 
Dubstar är mest kända för hitsinglarna: "Stars", "No More Talk", "Anywhere" and "Not So Manic Now".

## Medlemmar
- Sarah Blackwood (även medlem i Client, född 6 maj 1971, Halifax, West Yorkshire) – sång
- Steve Hillier (född 14 maj 1969, Southampton) – synthesizer
- Chris Wilkie (född 25 januari 1973, Gateshead, Tyne and Wear) – gitarr

Bandet la ner 2000. Men under 2008 återförenades bandet. 2018 släpptes albumet One.

## Diskografi
Album
- Disgraceful (1995)
- Goodbye (1997)
- Make It Better (2000)
- Stars - The Best of Dubstar (2004) (samlingsalbum)
- One (2018)

EP
- The Self Same Thing (2000)

Singlar (topp 100 på UK Singles Chart)
- "Stars" (1995) (#40)
- "Anywhere" (1995) (#37)
- "Not So Manic Now" (1995) (#18)
- "Stars" (återutgåva) (1996) (#15)
- "Elevator Song" (1996) (#25)
- "No More Talk" (1997) (#20)
- "Cathedral Park" (1997) (#41)
- "I Will Be Your Girlfriend" (1998) (#28)
- "I (Friday Night)" (2000) (#37)